# Wang (Les Tribulations d'un Chinois en Chine)
Wang est un personnage des Tribulations d'un Chinois en Chine, le roman de Jules Verne.

## Le personnage
Âgé de 55 ans, ce « Chinois chinoisant », selon l'auteur, est le précepteur de Kin-Fo.
Depuis dix-sept ans, il vit dans le yamen de Shanghaï. À la mort de Tchoung-Héou, son fils Kin-Fo n'avait que dix-neuf ans. C'est donc Wang qui lui servit de mentor. Mais le passé de ce dernier est plutôt trouble. Un soir d'été de 1860, on vint frapper à la porte de Tchoung-Héou. Celui-ci ouvrit et se trouva en face d'un fuyard sans arme qui lui demanda asile. En effet, dans la journée, les Taiping avaient projeté une attaque dans Shanghaï même, pour mettre à bas la dynastie des Tsing, d'origine tartare. Or, l'homme qui demandait refuge n'était autre que Wang qui tentait d'échapper à ses poursuivants, après l'échec de l'offensive. Le père de Kin-Fo, dont les opinions allaient à l'encontre de la monarchie régnante, n'hésita pas à donner asile au fugitif. 
Quatre ans plus tard, la révolte des Taiping était réprimée. Wang, que Tchoung-Héou avait recueilli, resta l'hôte de son bienfaiteur. Personne ne lui posa jamais de questions sur son passé. Les Taiping avaient commis des atrocités épouvantables, mais on jeta un voile pudique sur la conduite de Wang pendant l'insurrection. À la mort de son père, Kin-Fo avait gardé près de lui cet ancien révolté qui était devenu son ami et son précepteur.
À l'époque où débute le roman, personne n'aurait soupçonné dans ce personnage l'ancien Taiping. Wang était devenu moraliste et philosophe. Ses yeux bridés, cachés sous une imposante paire de lunettes, et sa moustache traditionnelle lui donnaient un air d'homme sage et tranquille. Son ventre déjà bedonnant, qu'il couvrait d'une longue robe de couleur peu voyante, le chapeau surmontant sa tête suivant le décret impérial, Wang se présentait comme un véritable Chinois, d'une grande sagesse, d'un optimisme à toute épreuve et d'une fidélité désintéressée envers Kin-Fo. 
Wang n'a pas été sans remarquer le dégoût que cette vie monotone inspire à son ami, malgré son prochain mariage avec Lé-Ou. Cependant, lorsque Kin-Fo, sûr d'avoir perdu toute sa fortune, lui demande de le tuer, il hésite, puis finit par accepter. Et son élève aperçoit par deux fois, au travers des lunettes, un éclair inquiétant briller dans ses yeux, comme si l'ancienne personnalité de Wang refaisait surface. Le contrat établi, le percepteur disparaît. Mais Kin-Fo apprend que sa ruine n'était qu'une fausse nouvelle, et l'attente de la main qui doit le frapper a fait son effet. Il commence à ressentir des sensations qu'il n'avait jamais connu. 
Une course-poursuite débute alors à travers le pays, le jeune Chinois ayant décidé de rattraper l'ancien Taiping pour arrêter le geste fatal. Wang est introuvable et, lorsqu'on l'aperçoit, il se dérobe. La veille du mariage avec Lé-Ou, Kin-Fo reçoit une lettre de Wang, lui annonçant que ce dernier a décidé de se suicider, étant incapable d'accomplir le contrat, mais qu'il l'a délégué à un de ses anciens compagnons d'armes, qui se chargera à sa place de l'exécution. 
Finalement, après bien des péripéties, Kin-Fo retrouvera son ami qui vient de lui donner une leçon de vie.

## Citations
- « Ami, dit-il, si tu n'es pas heureux ici-bas, c'est que jusqu'ici ton bonheur n'a été que négatif. C'est qu'il en est du bonheur comme de la santé. Pour en bien jouir, il faut en avoir été privé quelquefois. Or, tu n'as jamais été malade… je veux dire : tu n'as jamais été malheureux! C'est là ce qui manque à ta vie. Qui peut apprécier le bonheur, si le malheur ne l'a jamais touché, ne fût-ce qu'un instant! »[3]
- « Je souhaite un peu d'ombre au soleil de notre hôte, dit-il, et quelques douleurs à sa vie! »[3]

## Autres personnages du roman
• Kin-Fo